# شهرستان یاروا
شهرستان یاروا (به استونیایی: Järva maakond) یکی از شهرستان‌های کشور استونی است.
این شهرستان در سال ۲۰۱۱ میلادی ۳۵٬۹۶۳ نفر جمعیت داشته‌است و مرکز آن شهر پایده است.

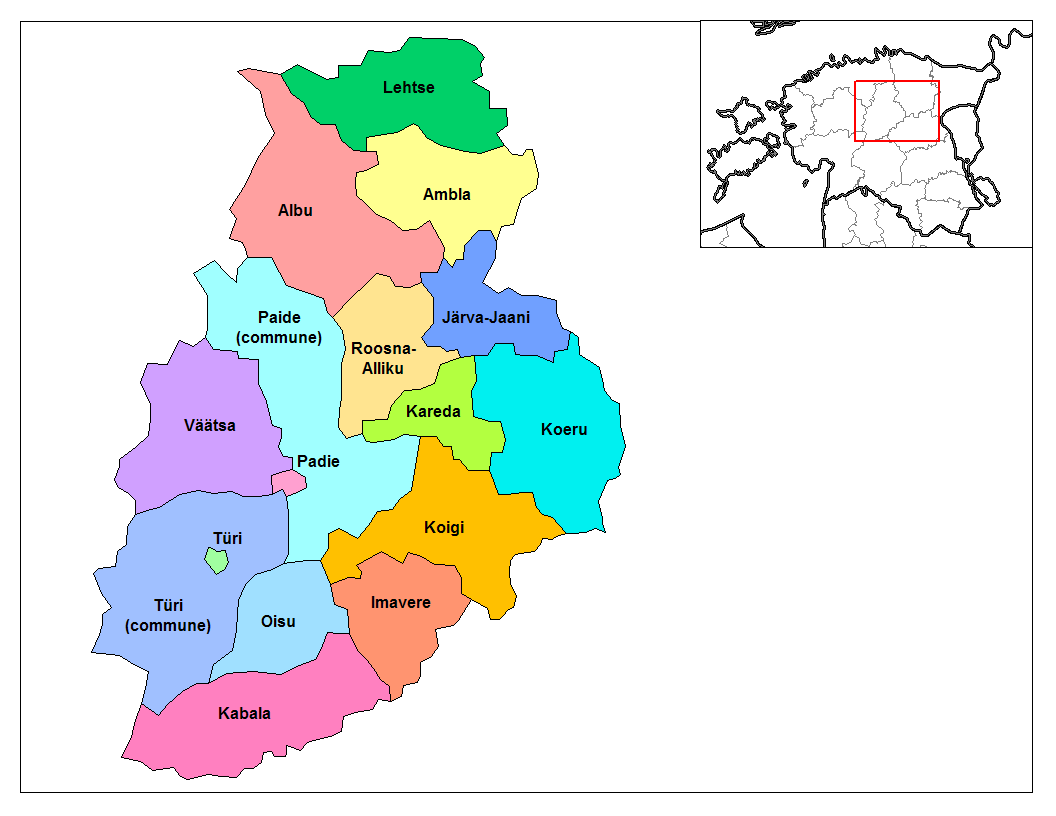
مناطق شهری

## نگارخانه

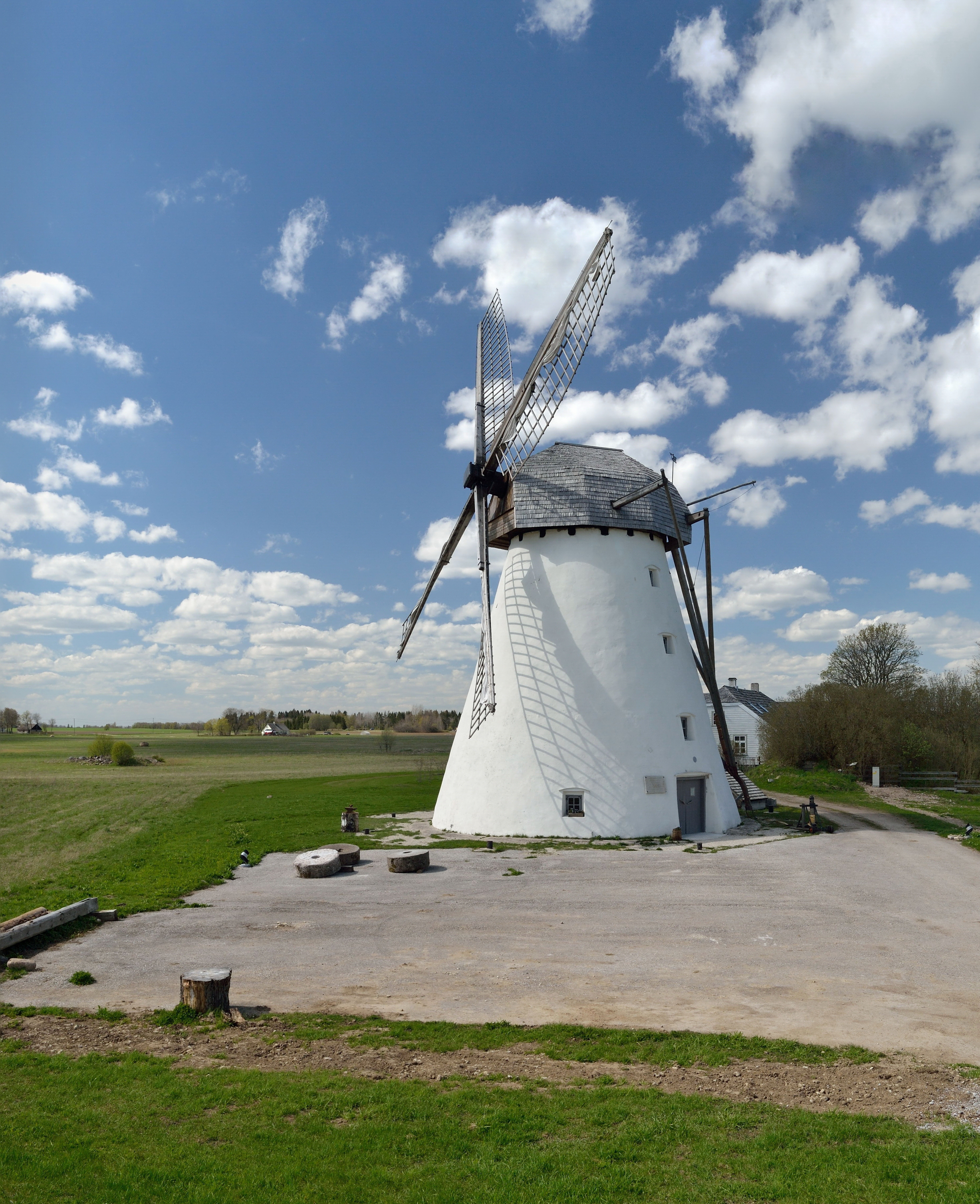
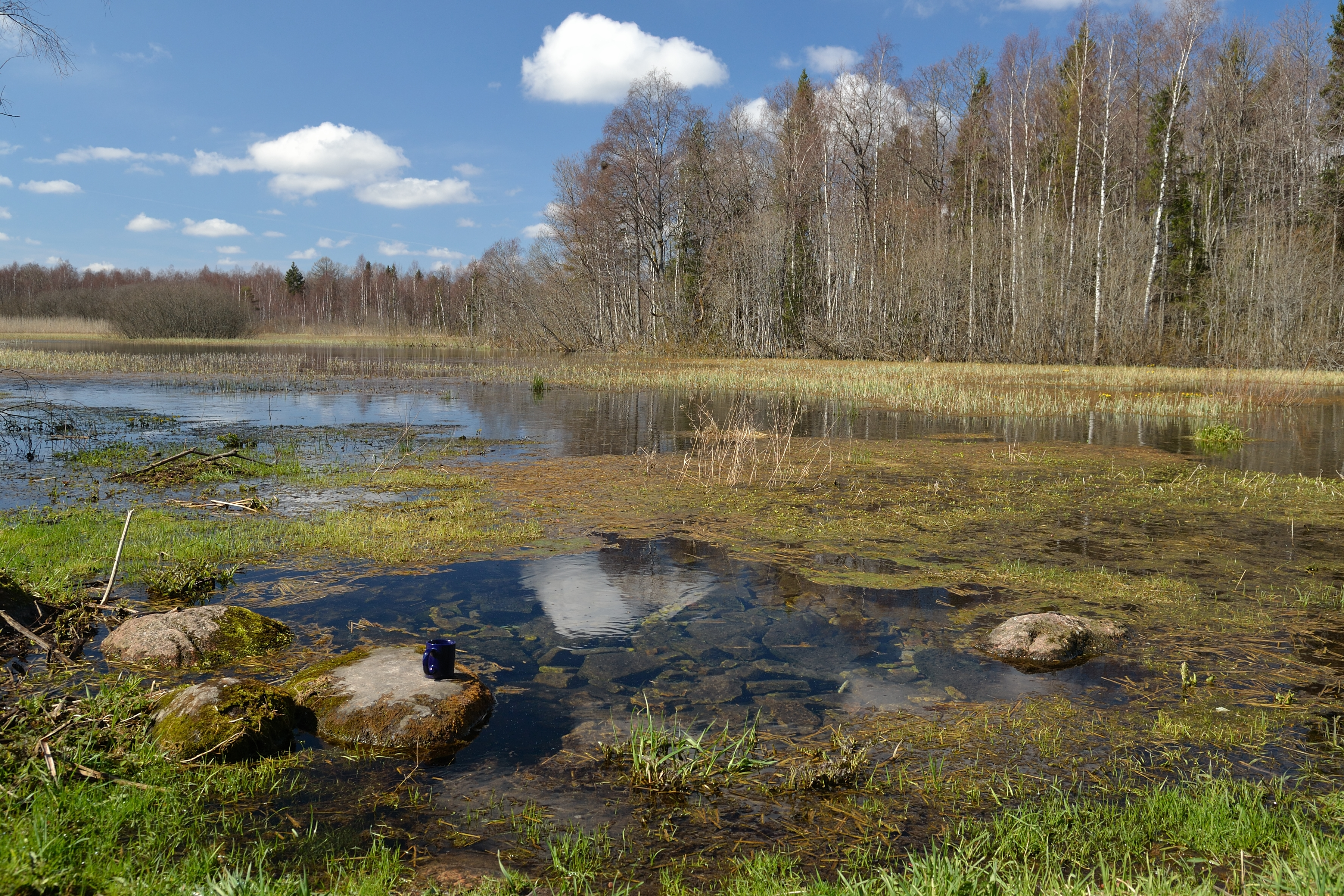
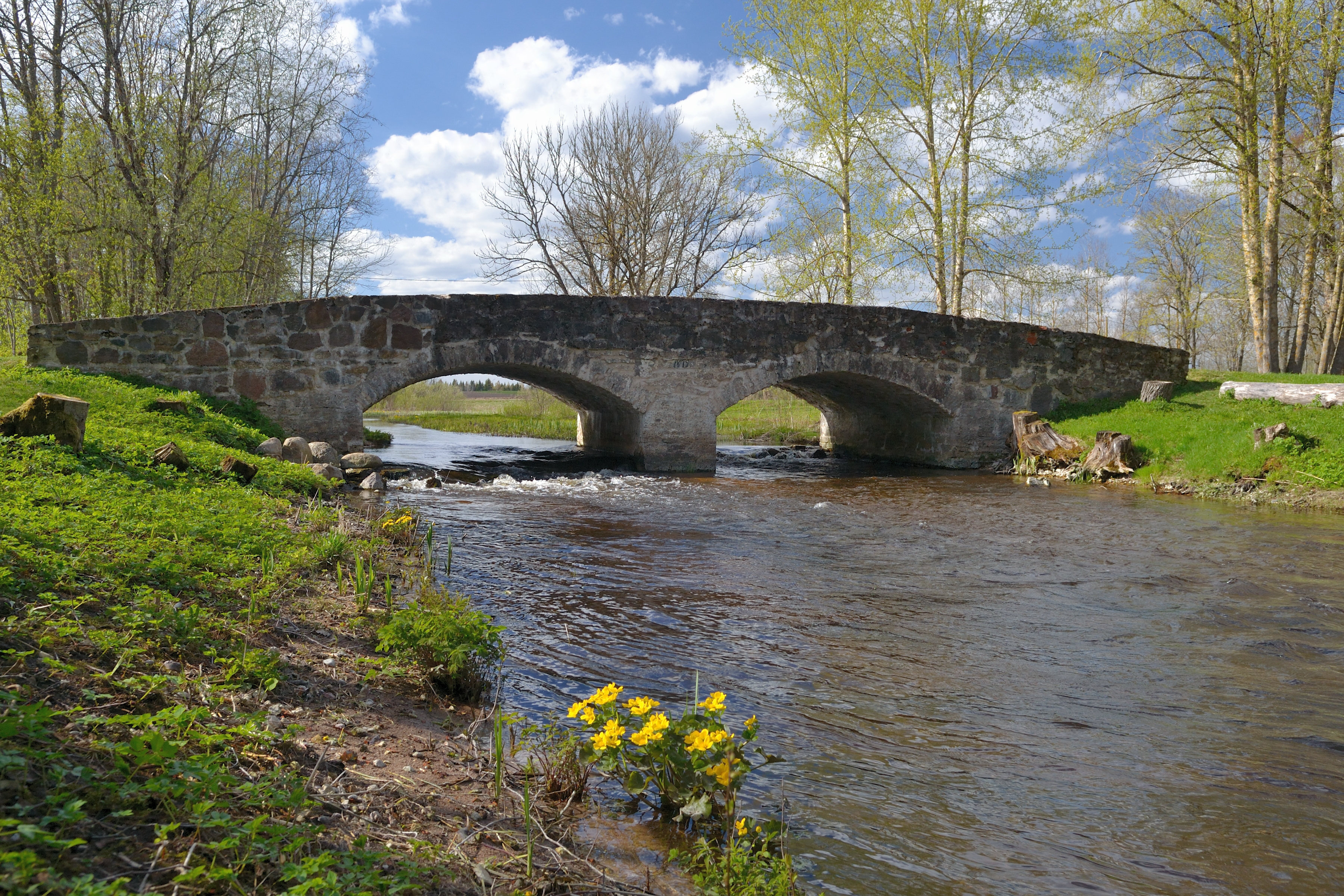
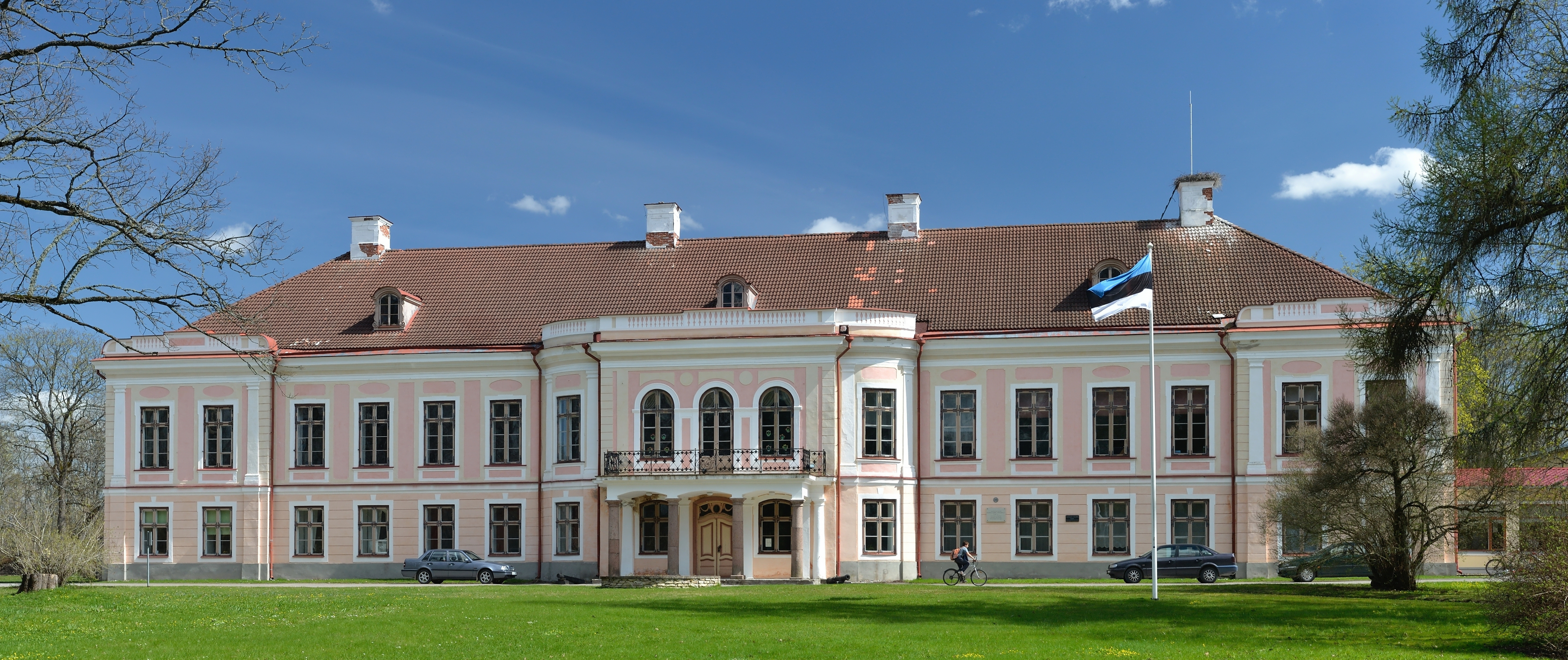
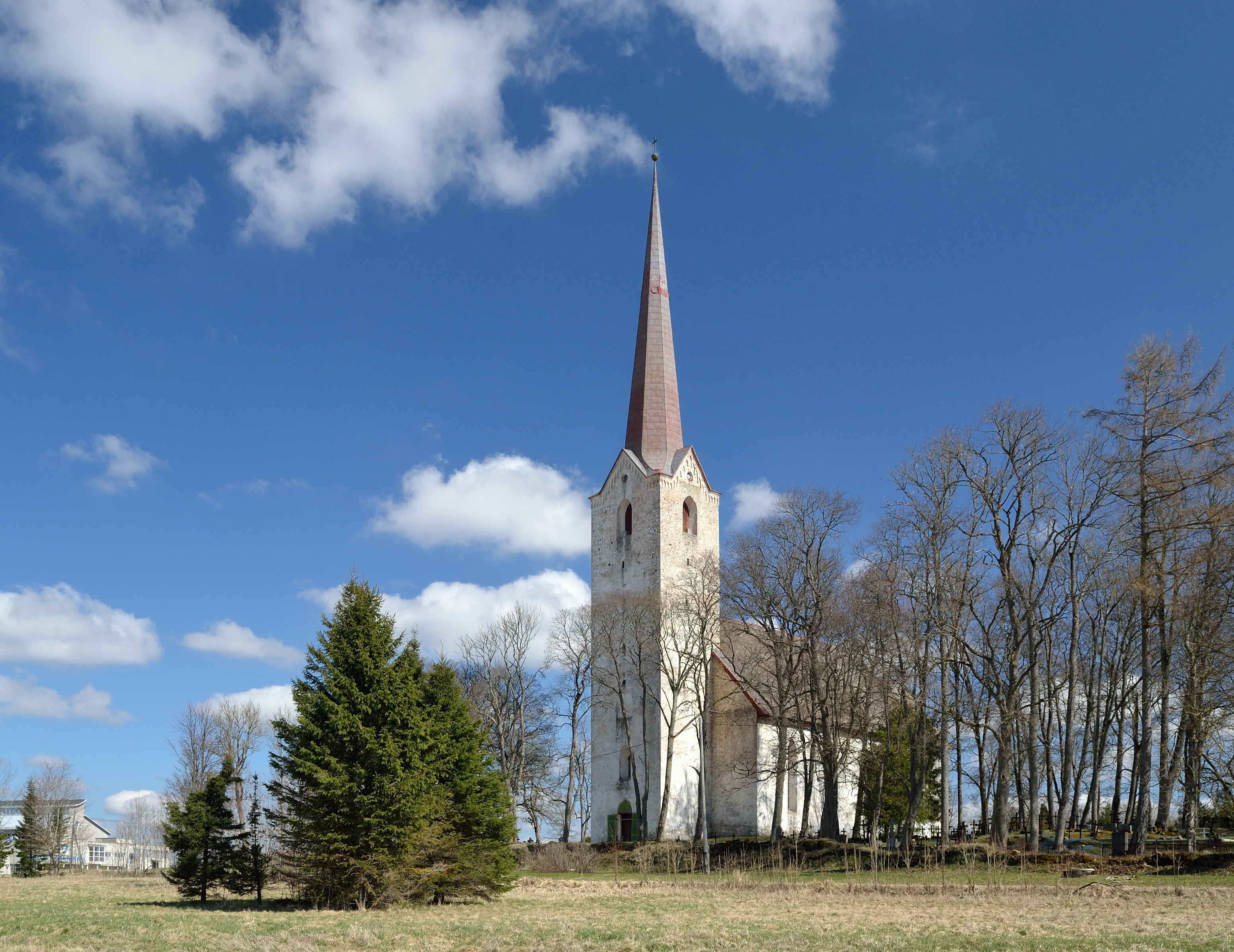
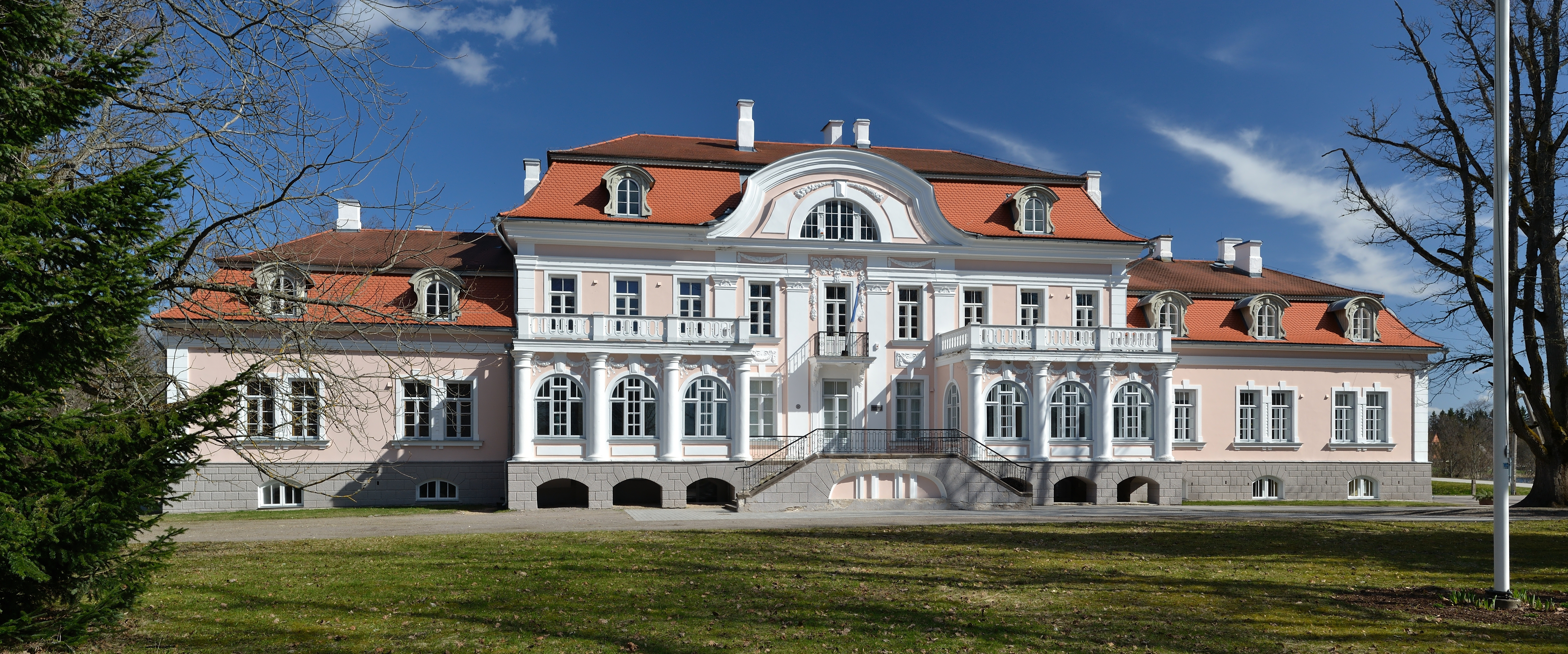

## شهرداری‌ها
| رتبه | شهرداری      | نوع     | جمعیت (۲۰۱۸) | مساحت km2 | تراکم |
| ---- | ------------ | ------- | ------------ | --------- | ----- |
| ۱    | دهستان یاروا | روستایی | ۹٬۱۲۱        | ۱٬۲۲۳     | ۷٫۵   |
| ۲    | پایده        | شهری    | ۱۰٬۸۹۸       | ۴۴۳       | ۲۴٫۶  |
| ۳    | دهستان توری  | روستایی | ۱۱٬۰۶۳       | ۱٬۰۰۹     | ۱۱٫۰  |